# FIFO y LIFO (contabilidad)

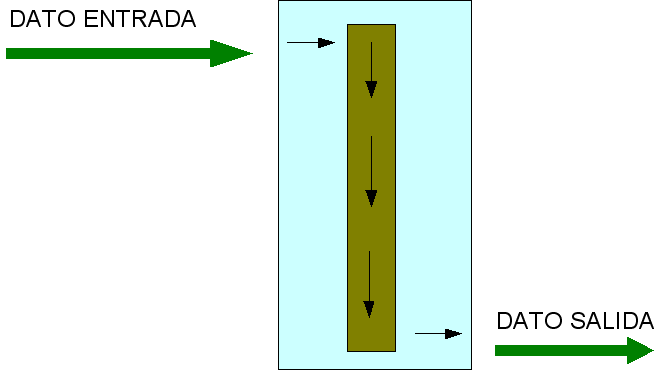
Esquema FIFO

FIFO y LIFO (también llamados PEPS y UEPS) son métodos contables diseñados para valorar inventarios y asuntos financieros que involucran dinero que una compañía asocia con inventario de bienes producidos, materia prima, partes o componentes. O también en la hostelería se usa para sacar el alimento que más lleva por la caducidad

## FIFO
Este método asume que el próximo artículo que será vendido es el que lleva más tiempo almacenado. En una economía con precios crecientes (durante una inflación) es habitual que las compañías lo utilicen durante sus inicios para aumentar el valor de sus activos. Mientras los bienes más viejos y baratos se venden, los bienes más nuevos y caros se mantienen como activos de la empresa. El coste de venta será el más antiguo de los precios de adquisición existentes, y las existencias finales coincidirán con las últimas entradas en el almacén de la empresa.
Tener el inventario más costoso y el coste de productos vendidos más bajo permite que la empresa muestre un mejor rendimiento económico. Sin embargo, a medida que van creciendo, algunas empresas prefieren cambiar su sistema de contabilidad de inventario a LIFO para reducir el pago de impuestos. FIFO es un acrónimo que significa "primero en entrar, primero en salir". Con este método de valoración de inventario, la empresa cuenta el valor de inventario recibido en primer lugar cuando se hacen las ventas. Una de las razones más comunes que una sociedad decide usar FIFO es porque es una forma más natural en línea recta, ya que cuentas tu primer inventario como en los primeros artículos vendidos. Esto lo hace especialmente útil cuando el seguimiento de los artículos del inventario es simple.

## Liquidación de LIFO
Sin tomar en cuenta la ventaja de impuestos diferidos, el sistema LIFO puede llevar a la liquidación LIFO, una situación en donde el negocio no reemplaza el inventario vendido ni busca elevar su utilidad, sino que el inventario viejo es vendido o liquidado. Si los precios han estado creciendo constantemente, este inventario antiguo tendrá un costo menor, y su liquidación causará una mayor facturación y por ende el pago de más impuestos, anulando así la ventaja de la carga tributaria que motivó inicialmente la adopción del sistema LIFO. Algunas compañías que utilizan LIFO tienen inventario de décadas de antigüedad registro en sus libros a precios muy bajos. Para estas empresas, una liquidación LIFO resultaría en una facturación inflada y en el pago de más impuestos.
También tenemos que tomar en cuenta el último método de revalorizacion de existencia el cual se identifica con las siglas PMP la cual significa Precio Medio Ponderado. La reserva LIFO (Last In, First Out) son cifras acumuladas que deben ser reportadas por las empresas que utilizan el método de inventario LIFO para la contabilidad financiera y para los impuestos. La reserva LIFO identifica la cantidad adicional de inventario gastado a través del costo de los bienes vendidos y no informados como un activo en la cuenta de inventario cuando se utiliza LIFO para contabilizar el inventario. Cuando el saldo de la reserva LIFO disminuye de un período a otro, existe la posibilidad de que las capas de inventario más viejas hayan sido liquidadas debido a una mayor cantidad de ventas en el período que las compras.
LIFO es un acrónimo que significa "último en entrar, primero en salir". Por lo tanto, estás contando tu inventario más reciente que recibiste con los primeros artículos vendidos. En realidad, esto te da un aspecto más realista de los costos de mercado del inventario que vendes, ya que se venden poco después de recibido. La razón principal de algunas compañías que eligen LIFO en los períodos de inflación, sin embargo, es que ayuda a mantener los ingresos fiscales actuales bajos, ya que sus compras más recientes suelen tener una base de costo más elevado.